# I Will Stand
| Оценки критиков | Оценки критиков |
| Источник        | Оценка          |
| --------------- | --------------- |
| Allmusic        | [ 2 ]           |

I Will Stand (с англ. — «Я выстою») — четвёртый студийный альбом американского кантри-певца Кенни Чесни, выпущенный 15 июля 1997 года на лейбле BNA Records. Альбом получил положительные отзывы и платиновую сертификацию RIAA в США.
Песня «She’s Got It All» стала ведущим синглом альбома, а также первым синглом Чесни номер один в чартах кантри-музыки Billboard. Песни «A Chance», «That’s Why I’m Here» и «I Will Stand» также были выпущены в качестве синглов и заняли 11, 2 и 27 места в кантри-чартах соответственно. Также в альбом вошла акустическая версия сингла Чесни 1996 года «When I Close My Eyes».

## Об альбоме
I Will Stand стал первым сертифицированным золотым альбомом Чесни. Это был его последний альбом с неотрадиционным кантри-звучанием, после чего он перешёл на более кроссоверное кантри-поп звучание.
Композиция «Lonely, Needin’ Lovin’» была ранее записана и выпущена Вуди Ли на его альбоме 1995 года Get Over It, выпущенном Atlantic.
Британская энциклопедия отметила, что сингл «She’s Got It All» стал первым в карбере Чесни номером один в кантри-чартах Billboard.

## Отзывы
Альбом I Will Stand получил положительные отзывы музыкальных критиков и интернет-изданий. Стивен Томас Эрлевайн оценил альбом в четыре с половиной звезды из пяти на сайте AllMusic, отметив, что Чесни начал обретать свою музыкальную индивидуальность именно на этом альбоме: «используя современные звуки и мелодии, на которых он вырос, создавая современное кантри, в котором чувствуется кантри, поскольку он смешивает кантри-рок, софт-рок и поп, и это происходит так непринуждённо, что легко принять как должное, насколько он хорош на этой пластинке, первой, которая действительно вывела его звёздную личность на передний план».

## Список композиций
| №                   | Название                                                                               | Автор(ы)                                   | Длительность |
| ------------------- | -------------------------------------------------------------------------------------- | ------------------------------------------ | ------------ |
| 1.                  | «She’s Got It All»                                                                     | Craig Wiseman, Drew Womack                 | 3:23         |
| 2.                  | «You Win, I Win, We Lose»                                                              | Buddy Brock, Kenny Chesney, Donny Kees     | 3:25         |
| 3.                  | «She Gets That Way»                                                                    | Adam Hughes, Roger Brown                   | 3:19         |
| 4.                  | «I Will Stand»                                                                         | Mark Germino, Casey Beathard               | 3:25         |
| 5.                  | «That’s Why I’m Here»                                                                  | Mark Springer, Shaye Smith                 | 4:01         |
| 6.                  | «Steamy Windows»                                                                       | Tony Joe White                             | 4:29         |
| 7.                  | «From Hillbilly Heaven to Honky Tonk Hell» (при участии George Jones и Tracy Lawrence) | Mike Geiger, Woody Mullis, Michael Huffman | 4:21         |
| 8.                  | «She Always Says It First»                                                             | Chesney, Dean Dillon                       | 2:51         |
| 9.                  | «Lonely, Needin’ Lovin’»                                                               | Chesney, Brock, Kees                       | 3:33         |
| 10.                 | «A Chance»                                                                             | Dillon, Royce Porter                       | 3:41         |
| 11.                 | «When I Close My Eyes» (акустическая версия)                                           | Nettie Musick, Springer                    | 3:38         |
| Общая длительность: | Общая длительность:                                                                    | Общая длительность:                        | 40:05        |

## Позиции в чартах

### Альбом

#### Еженедельные чарты
| Чарт (1997)                        | Высшая позиция |
| ---------------------------------- | -------------- |
| США (Billboard 200)                | 95             |
| США (Billboard Top Country Albums) | 10             |

#### Годовые итоговые чарты
| Чарт (1997)                       | Позиция |
| --------------------------------- | ------- |
| US Top Country Albums (Billboard) | 75      |
| Чарт (1998)                       | Позиция |
| US Top Country Albums (Billboard) | 27      |

### Синглы
| Год                                       | Сингл                 | Высшая позиция | Высшая позиция | Высшая позиция |
| Год                                       | Сингл                 | US Country     | US             | CAN Country    |
| ----------------------------------------- | --------------------- | -------------- | -------------- | -------------- |
| 1997                                      | «She’s Got It All»    | 1              | 110            | 1              |
| 1997                                      | «A Chance»            | 11             | —              | 17             |
| 1998                                      | «That’s Why I’m Here» | 2              | 79             | 9              |
| 1998                                      | «I Will Stand»        | 27             | 101            | 33             |
| «—» прочерком отмечено неучастие в чарте. |                       |                |                |                |

## Сертификации
| Регион                                                      | Сертификация | Продажи    |
| ----------------------------------------------------------- | ------------ | ---------- |
| США (RIAA)                                                  | Платиновый   | 1 000 000^ |
| ^ Данные о тиражах приведены только на основе сертификации. |              |            |